# Bagà
Bagà (spanisch Bagá) ist ein Ort und eine Gemeinde (municipi) mit 2.182 Einwohnern (Stand: 2024) in der Comarca Berguedà in der Provinz Barcelona in der Autonomen Region Katalonien.

## Lage

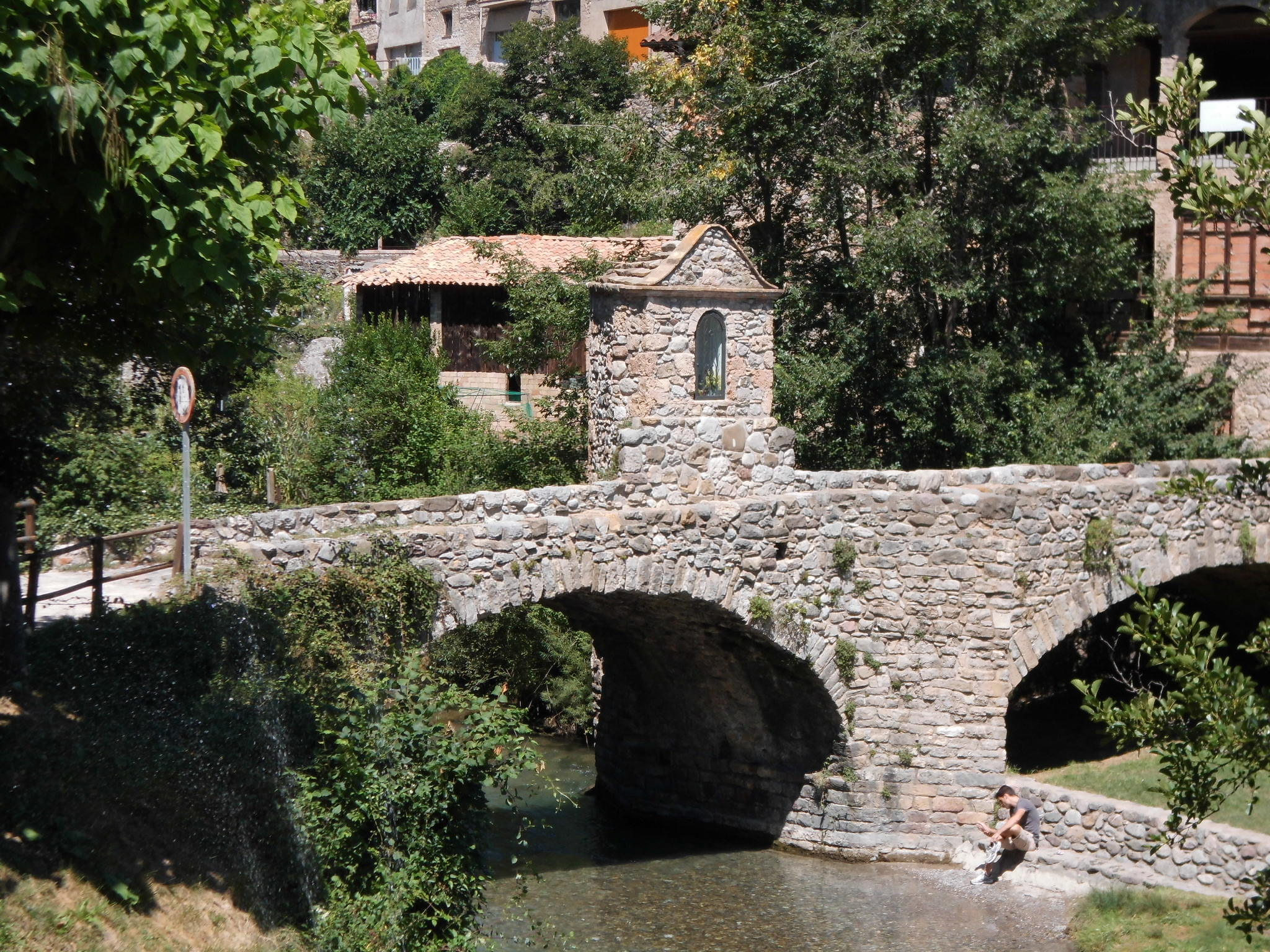
Bagà – Riu Bastareny und Pont de la Vila

Der Ort Bagà liegt in einer Höhe von etwa 785 Metern in den südlichen Ausläufern der Pyrenäen in der Comarca Berguedà im Norden Kataloniens. Die Stadt Manresa liegt etwa 70 Kilometer (Fahrtstrecke) südlich; Berga, der Hauptort der Comarca, befindet sich etwa 22 Kilometer südlich. Puigcerdà, die Grenzstadt zu Frankreich, befindet sich 29 Kilometer nördlich. Der Riu Bastareny, ein Nebenfluss des Riu Llobregat, durchfließt den Ort und das Gebiet der Gemeinde.

## Bevölkerungsentwicklung
| Jahr      | 1960  | 1970  | 1981  | 1991  | 2001  | 2011  | 2022  |
| Einwohner | 2.414 | 2.335 | 2.130 | 2.129 | 2.115 | 2.391 | 2.167 |

In der zweiten Hälfte des 19. Jahrhunderts lag die Zahl der Einwohner der Gemeinde bei 800 bis 950. Seitdem ist trotz der zunehmenden Mechanisierung der Landwirtschaft und der sukzessiven Schließung mehrerer kleinerer Textilmanufakturen ein kontinuierlicher Anstieg der Bevölkerungszahlen zu verzeichnen.

## Wirtschaft
Früher lebten die Einwohner hauptsächlich als Selbstversorger von der Landwirtschaft, zu der auch der Anbau von Wein und die Haltung von Vieh (v. a. Rinder, Schweine, Schafe und Ziegen) gehörte. Bereits im ausgehenden Mittelalter fungierte Bagà auch als handwerkliches und merkantiles Zentrum für die Dörfer und Einzelgehöfte (masies) in der Umgebung. Seit dem 18. Jahrhundert waren auf dem Gemeindegebiet mehrere kleine und mittelgroße Textilmanufakturen ansässig, die ihre Produktion jedoch sukzessive seit den 1960er Jahren eingestellt haben. Auch ein seit dem 19. Jahrhundert existierendes Kohlebergwerk wurde aufgegeben. Stattdessen spielt der Tourismus in Form der Vermietung von Ferienwohnungen (cases rurals) und der Erschließung mehrerer Skigebiete im Norden der Gemeinde eine nicht unbedeutende Rolle für die Einnahmen der Bevölkerung.

## Geschichte
Aus prähistorischer, iberischer, römisch-antiker, westgotischer und islamischer Zeit sind bislang keine Siedlungsspuren nachgewiesen. Von einer Rückeroberung (reconquista) der Region kann kaum die Rede sein. Der Ort Bagà wurde erst im 13. Jahrhundert von den in Berga ansässigen Barons de Pinós gegründet, die sich hier auch einen palacio erbauten.

## Sehenswürdigkeiten

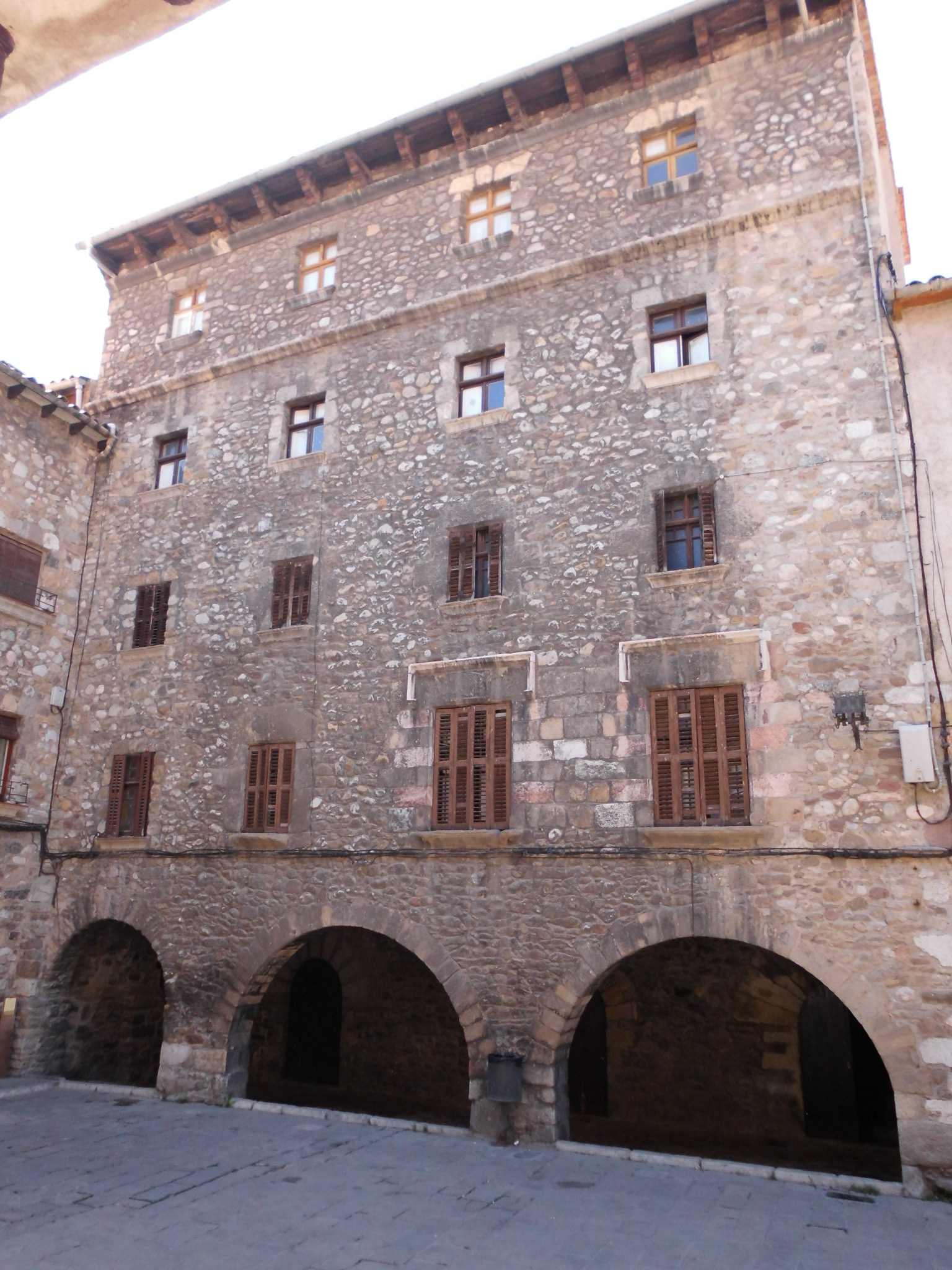
Bagà – Casa Solanell

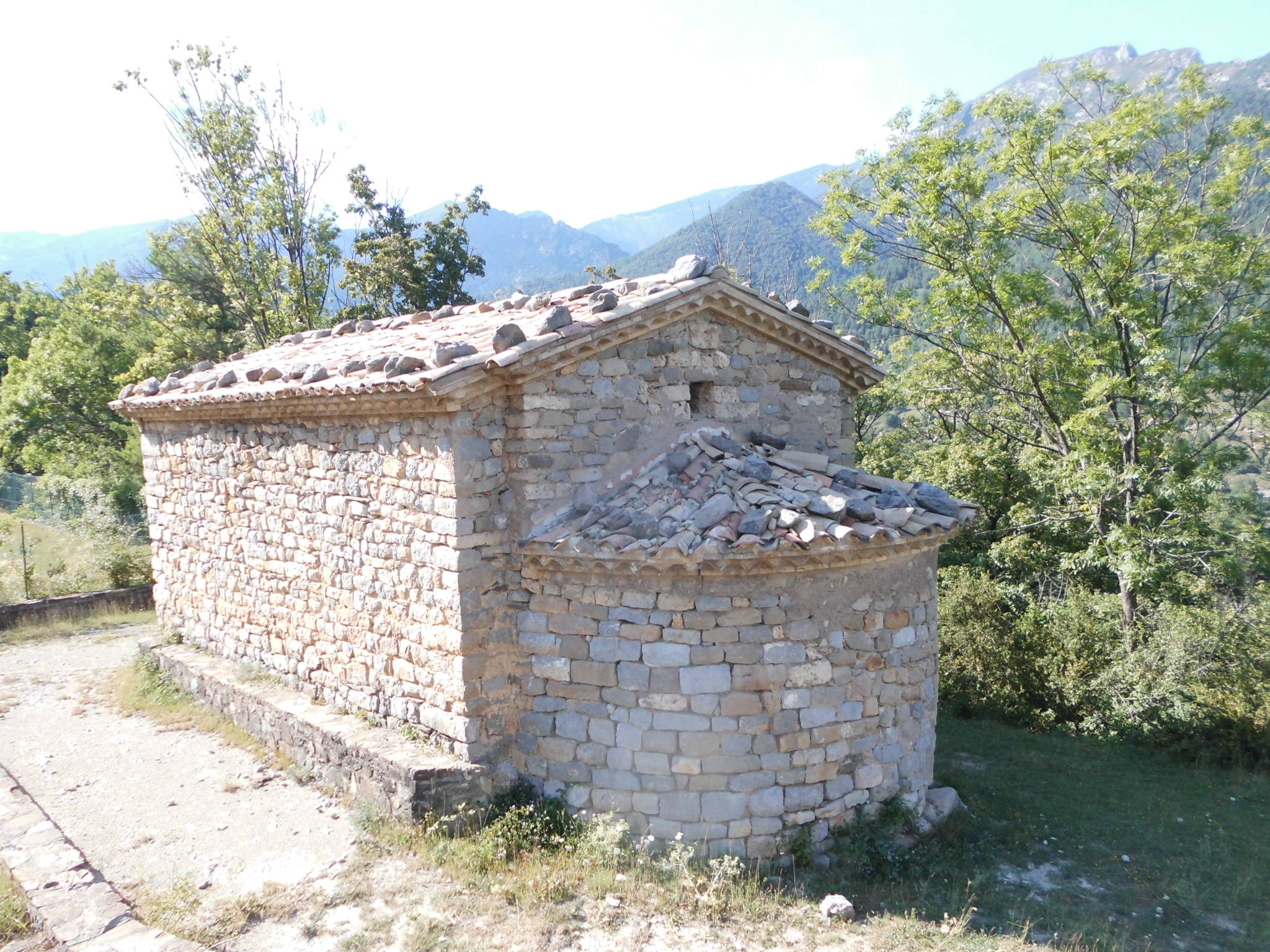
Bagà – Sant Joan de l'Avellanet

- Von der mittelalterlichen Stadtmauer (muralles) ist noch ein Rundturm (Torre de la Portella) erhalten.
- Die im 16. Jahrhundert erbaute Casa Solanell ist das ehemalige Wohnhaus einer wohlhabenden Patrizierfamilie und steht in einer Ecke des rechtwinklig angelegten Hauptplatzes (Plaça Galceran de Pinós). Die Fassade zeigt Bruchsteinmauerwerk; sie ruht jedoch auf einer wohlgefügten dreibogigen Arkadenreihe.
- Die Pfarrkirche (Església de Sant Esteve) entstand im Übergangsstil zwischen Spätromanik und Gotik (14./15. Jahrhundert) mit Ergänzungen aus der Barockzeit. Der Bau verfügt über ein Querhaus und ist – mit Ausnahme der Ecksteine – weitgehend aus unbearbeiteten Feldsteinen errichtet. Die großen Südfenster sind im Scheitelpunkt angespitzt, haben jedoch kein Maßwerk. Im Innern ist die Kirche dreischiffig und von angespitzten Tonnengewölben bedeckt. Im Jahr 1753 vernichtete ein Brand Teile der Einrichtung; im Spanischen Bürgerkrieg (1936) wurden Hauptaltar und Orgel zerstört.
- Im Ort steht eine zweibogige Natursteinbrücke (Pont de la Vila) über den Riu Bastareny aus dem 17. oder 18. Jahrhundert.
- Der Palacio de los Pinós steht auf einer Anhöhe außerhalb der Kleinstadt. Der Bau wurde während der Guerra dels Segadors (1640–1659) von französischen Soldaten zerstört und danach als normales Wohnhaus, aber auch als Lagerraum und Scheune genutzt. In den 1990er Jahren wurde er von der Stadt erworben und restauriert; er dient heute zu kulturellen Veranstaltungen etc.
- Im Palacio de los Pinós wurde ein Museum zur Geschichte der Katharerbewegung (Museo Cátaro) eingerichtet. Obwohl diese mehr den südfranzösischen Raum betraf, hatte sie auch Auswirkungen auf den Norden Kataloniens.
- Die romanische Kapelle Sant Joan de l'Avellanet steht etwa einen Kilometer westlich des Ortes. Sie ist außen – bis auf einen unterhalb der Dachtraufen verlaufenden geschnitzten(!) Rundbogenfries – vollkommen schmucklos gestaltet. Der Eingang befindet sich ungewöhnlicherweise auf der Nordseite.